# Pagetina monodi
Pagetina monodi is een vlokreeftensoort uit de familie van de Pagetinidae. De wetenschappelijke naam van de soort is voor het eerst geldig gepubliceerd in 1938 door Nicholls.